# Seasick Steve
Стивен Джин Уолд (Steven Gene Wold, род. 1951, Окленд, Калифорния), известен как Seasick Steve (Больной-морской-болезнью Стив) — американский блюзмен, хотя предпочитает чтобы его называли «a song and dance man». Стал знаменит благодаря используемым инструментам (гитары с неполным комплектом струн, дидли-бо).

## Биография
Когда ему было четыре года, его родители развелись. Его отец играл буги-вуги на фортепиано и в возрасте пяти-шести лет Уолд пытался этому научиться, но у него не получилось. В восемь лет он начал учиться играть на гитаре (позже он узнал, что это блюз). Учил его К. С. Дуглас (американский блюзмен), который работал в гараже его деда.
Приёмный отец Стива часто избивал его, и в 13 лет Уолд решает уйти из дома. Он жил на дорогах Теннесси, Миссисипи и много где ещё до 1973. Уолд очень много путешествовал, обычно на товарных поездах, в поисках сезонных работ, часто жил как хобо. За эти годы он сменил много профессий, среди них были ковбой, рабочий на ярмарке.
Тогда он сказал:
Хобо — люди, которые путешествуют в поисках работы. Бродяги — люди, которые путешествуют, но не ищут работу. Попрошайки — не путешествуют и не ищут работу. Я попробовал себя во всём.Оригинальный текст (англ.)Hobos are people who move around looking for work, tramps are people who move around but don't look for work, and bums are people who don't move and don't work. I've been all three.

### Музыкальная карьера
В 1960-х он начал выступать со знакомыми блюзовыми музыкантами, среди его друзей на музыкальной сцене были Дженис Джоплин и Джони Митчелл. С тех пор он начал работать сессионистом и звукорежиссёром. В конце 1980-х, когда он жил в Олимпии, около Сиэтла, он работал с многими инди-лейбловыми музыкантами. Тогда же сдружился с Куртом Кобейном. В 1990-х он продолжил работать звукорежиссёром и продюсером, продюсировал коллектив Modest Mouse, включая их дебютный альбом This Is a Long Drive for Someone with Nothing to Think About.
Некоторое время, когда Уолд жил в Париже, он был уличным музыкантом, чаще играя в метро. После переезда в Норвегию в 2001, Уолд выпустил свой первый альбом Cheap, записанный с коллективом The Level Devils, Джо Хасмо (контрабас) и Кай Кристоферсон (ударные), которые использовали его ритм-секцию. Его дебютный альбом, Dog House Music, был выпущен студией Bronzerat Records 26 ноября 2006 года после того, как про него рассказал его старый друг, Джо Кешли, DJ на блюзовом шоу Ballin’ The Jack на лондонской радиостанции Resonance FM.
Первый раз Уолд появился на британском телевидении на телешоу Джулса Холланда «Annual Hootenanny» (BBC, выпуск посвященный кануну нового 2006 года), где выступил с песней «Dog House Boogie», играя на инструментах «Трехструнное трансовое чудо» и «Миссиссиппской драм-машина». После этого он стал популярным в Англии. Получив награду журнала Mojo в номинации «Лучшее выступление, принесшее популярность» (англ. Best Breakthrough Act) в 2007, он начал часто появляться на различных британских фестивалях, таких как Рединг и Лидс и Гластонбери. В 2007 посетил фестивалей более, чем любой другой артист.
В 2008 у Уолда был тур, в котором он выступал на различных фестивалях в Великобритании. На сцене к нему присоединился ударник Дэн Магнюссон. Также на одном из концертов Уолд спел дуэтом с KT Tunstall (Астория, Лондон, 24 января 2008). Уолд также играл на многих фестивалях по всему миру включая Fuji Rock Festival в Японии, на международном фестивале блюзовой и американской фолк музыки в Австралии, Роскилле в Дании.
Мировой дебют, I Started Out With Nothin and i Still Got Most of it Left (рус. Я начал ни с чем, и у меня ещё много осталось), был записан с Дэном Магнюссоном (ударные) и выпущен под лейблом Warner Music 29 сентября 2008 года.

## Используемые инструменты и оборудование
Кроме электрогитары и акустической гитары, Уолд играет на нескольких уникальных инструментах, среди них:
- The Three-String Squirrel Trance Wonder — обычная гитара, но имеющая только три струны.
- The One-Stringed Diddley Max — однострунный инструмент, называемый дидли-бо, на котором играют с помощью слайда.
- The 'MDM' (Mississippi Drum Machine) — маленькая деревянная коробка, по которой Уолд стучит ногой, отбивая ритм. Она украшена номерным знаком штата Миссисипи («MC33583») и обита небольшим куском ковра.
- The Morris Minor Guitar — четырёхструнная гитара, сделанная из двух колпаков от машины Morris Minor.

## Дискография

### Студийные альбомы
| Год  | Альбом                                                    | Лейбл                                                            | UK Album Chart | UK Independent Album Chart |
| ---- | --------------------------------------------------------- | ---------------------------------------------------------------- | -------------- | -------------------------- |
| 2004 | Cheap                                                     | Dead Skunk Records                                               | 198            | 8                          |
| 2006 | Dog House Music                                           | Bronzerat Records                                                | 37             | 2                          |
| 2008 | I Started Out with Nothin and I Still Got Most of It Left | Warner Bros. Records/Bronzerat Records                           | 9              |                            |
| 2008 | It’s All Good (мини-альбом)                               | Bronzerat Records                                                |                |                            |
| 2009 | Man from Another Time                                     | Atlantic Records, Rykodisc                                       | 4              |                            |
| 2010 | …Songs For Elisabeth                                      | Atlantic Records, Rykodisc                                       | 33             |                            |
| 2011 | You Can’t Teach An Old Dog New Tricks                     | Play It Again Sam, Third Man Records                             | 6              |                            |
| 2013 | Hubcap Music                                              | Fiction Records Third Man Records                                |                |                            |
| 2015 | Sonic Soul Surfer                                         | Caroline International, Bronze Rat Records                       | 4              |                            |
| 2016 | Keepin' the Horse Between Me and the Ground               | Caroline International, Bronze Rat, There’s a Dead Skunk Records | 8              |                            |
| 2018 | Can U Cook?                                               | BMG                                                              | 27             |                            |
| 2024 | A Trip A Stumble A Fall Down On Your Knees                | SO Recordings                                                    | 23             | 1                          |

### Синглы
| Год  | Песня              | Пиковая позиция в чартах | Пиковая позиция в чартах | Пиковая позиция в чартах | Альбом                                                    |
| Год  | Песня              | UK                       | UK Indep.                | US                       | Альбом                                                    |
| ---- | ------------------ | ------------------------ | ------------------------ | ------------------------ | --------------------------------------------------------- |
| 2007 | «Dog House Boogie» | 187                      | —                        | —                        | Dog House Music                                           |
| 2008 | «Cut My Wings»     | 151                      | —                        | —                        | Dog House Music                                           |
| 2008 | «It’s All Good»    | —                        | 5                        | —                        | Неальбомный сингл                                         |
| 2008 | «St. Louis Slim»   | —                        | —                        | —                        | I Started Out with Nothin and I Still Got Most of It Left |
| 2009 | «Walkin’ Man»      | —                        | —                        | —                        | I Started Out with Nothin and I Still Got Most of It Left |
| 2009 | «That’s All»       | —                        | —                        | —                        | Man from Another Time                                     |